# Садове (Голованівський район)
Садове (до 2016 — Орджонікідзе) — село в Гайворонській громаді Голованівського району Кіровоградської області України. Населення становить 45 осіб.

## Історія
За радянських часів і до 17 березня 2016 року село носило назву Орджонікідзе.

## Населення
Згідно з переписом УРСР 1989 року чисельність наявного населення села становила 53 особи, з яких 21 чоловік та 32 жінки.
За переписом населення України 2001 року в селі мешкало 45 осіб.

### Мова
Розподіл населення за рідною мовою за даними перепису 2001 року:
| Мова       | Відсоток |
| ---------- | -------- |
| українська | 95,56 %  |
| російська  | 4,44 %   |